# Gaston Modot
Gaston Modot (31 de desembre de 1887 – 19 de febrer de 1970) va ser un actor cinematogràfic de nacionalitat francesa.

## Biografia
Nascut en París, França, i fill d'un arquitecte, Modot es va interessar per la pintura i va viure en Montmartre en els inicis del segle xx, on va conèixer a Pablo Picasso i a Amedeo Modigliani, així com a escriptors com Blaise Cendrars.
Gràcies al seu interès per la pintura, Modot va crear decorats cinematogràfics, la qual cosa li va facilitar començar a treballar com a actor. En 1909 va iniciar la seva carrera artística treballant amb Léon Gaumont, i en els següents 20 anys va actuar en tota mena de gèneres en el cinema mut. En els seus inicis es va dedicar, sobretot, al cinema còmic, sent dirigit per Jean Durand, i actuant en les sèries de pel·lícules de Onésime i Calino. A més, amb Joë Hamman va rodar en la La Camarga diverses produccions western.
Després de la Primera Guerra Mundial, Gaston Modot es va interessar pel cinema intel·lectual francès, formant part de projectes dirigits per Louis Delluc, Germaine Dulac o Abel Gance. Així, en 1917 va ser l'actor principal en la pel·lícula de Abel Gance Mater dolorosa, i va participar en les pel·lícules avantguardistes de Dulac i Delluc La fête espagnole (1919) i Fièvre (1921). Amb Max Linder va actuar en el film d'Abel Gance Au secours! (1924), i a la fi dels anys 1920 també va participar en produccions germànic franceses.
Un dels seus papers de major fama va ser el de Manns en la pel·lícula de Luis Buñuel L'Âge d'or (1930). La seva primera actuació al cinema sonor va arribar amb la cinta de René Clair Sous les toits de Paris (1930). Ell i Jean Gabin van treballar en la pel·lícula de Julien Duvivier Pépé le Moko (1937). També va participar en els clàssics de Jean Renoir La Grande Illusion i La Règle du jeu, així com en el producció de tres hores Les Enfants du paradis (1945), de Marcel Carné.
Gaston Modot va finalitzar la seva carrera artística en 1962, després d'actuar en diversos centenars de produccions. Va morir a París, França, en 1970. Va ser enterrat al Cementiri des Batignolles, a París.

## Filmografia

### 1909
Curts dirigits per Jean Durand:
- L'Enfant du chercheur d'or
- Sur le sentier de la guerre
- Les Papas de Francine

### 1910
Curts dirigits per Jean Durand:
- L'Attaque d'un train
- À travers la plaine
- Amitié de cow-boy
- Un drame sur une locomotive
- Bornéo Bill
- Les Chasseurs de fourrures
- Le Fer à cheval
- Reconnaissance d'indien
- L'Amour du ranch
- La Main coupée
- Capture gênante

### 1911
Curts dirigits per Jean Durand:
- Le Diamant volé
- Dans les airs
- Le Pari de Lord Robert
- L'Homme qui ressemble au président
- Le Baptême de Calino
- Jim Crow, de Robert Péguy
- Les Aventures d'un cow-boy à Paris
- Vers l'immortalité
- Le Rôle d'un œuf
- Voisins gênants
- Les Amoureux de la caissière
- La Lettre chargée
- Pendaison à Jefferson City
- L'Opérateur tenace
- La Cure d'Anatole
- Calino cocher
- La Conquête de Don Juan
- Le Suicidé malgré lui
- En Camargue
- Le Truc d'Anatole
- Le Voyage de l'oncle Jules
- Calino devient enragé
- Un monsieur qui a la tête trop lourde
- Calino chasse à courre, de Roméo Bosetti
- Calino architecte
- Situation délicate d'un cambrioleur
- Bébé pratique le jiu-jitsu, de Louis Feuillade
- Qui perd gagne
- Le Chemineau Rinkeur
- La Pommade aspirante
- Mignonne
- Va promener Azor
- La Télémécanique
- Le Frère de lait
- Cyprien est neurasthénique
- Calino polygame
- Le Maillot à pointes d'acier
- Calino médecin par amour
- Calino fait l'omelette
- Calino et ses pensionnaires
- Non ! tu ne sortiras pas sans moi
- L'Inoubliable Berceuse
- Le Triomphe d'un lutteur
- Carmen
- Les Cheveux de l'aimée
- Le Rembrandt de la rue Lepic
- Le Dernier mot
- Calino inspecteur du travail
- Le Mariage de miss Maud
- Faust et Marguerite
- Le Mariage de l'apothicaire
- La Nostalgie de la purée
- Calino membre du jury
- Calino veut être cow-boy
- Zigoto et l'Affaire du collier
- Zigoto roman d'aventure policière

### 1912
Curts dirigits per Jean Durand:
- Calino s'endurcit la figure
- Fauves et Bandits
- La Prairie en feu
- Ma tante fait de la peinture
- Zigoto plombier d'occasion
- Zigoto et l'affaire de la patte de bretelles et du bouton de culotte
- Zigoto policier trouve une corde
- Cent dollars mort ou vif
- Onésime gentleman détective
- Onésime a un duel à l'américaine
- Zigoto à la fête
- Onésime écrit un roman d'amour
- Oxford contre Martigues
- Onésime et l'éléphant détective
- Sous la griffe
- Dans la brousse, de Louis Feuillade
- Onésime et le Nourrisson de la nourrice indigne
- Onésime et le Physicien
- La Course à l'amour
- Le Cadeau d'Onésime
- Le Cheval vertueux
- Chauffeur par amour, de Louis Feuillade
- Calino père nourricier
- Calino gardien de prison
- Main de fer contre la bande aux gants blancs, de Léonce Perret
- Le Révolver matrimonial
- Onésime est trop timide
- Le Railway de la mort
- La Calomnie punie
- Calino dompteur par amour
- Onésime aux enfers
- Calino courtier en paratonnerre
- Calino chef de gare
- Zigoto promène ses amis
- Un bienfait n'est jamais perdu
- Onésime horloger
- Onésime et la grève des mineurs
- Onésime contre Onésime
- Zigoto gardien de grand magasin
- La Fiancée du toréador
- Onésime et la toilette de Mademoiselle Badinois
- La Maison des lions
- Onésime et l'étudiante
- Onésime et le Chien bienfaisant
- Calino épouse une féministe
- Zigoto et le Château mystérieux
- Zigoto et la Locomotive
- Calino et les Brigands
- Zigoto et le Petit Oiseau des îles
- Zigoto et la blanchisseuse
- L'Idylle d'Onésime
- Zigoto a du cœur
- Zigoto et le narcotique
- Cœur ardent
- Onésime, l'amour vous appelle
- La Fausse Information
- Zigoto et l'écuyère
- Zigoto en pleine lune de miel
- Zigoto fait du skating
- Les Aventures d'un petit homme

### 1913
Curts dirigits per Jean Durand, llevat que s'indiqui el contrari:
- Onésime employé des postes
- Calino veut se faire renvoyer
- La Mort qui frôle
- Onésime garçon costumier
- La Marche des rois, de Louis Feuillade
- Onésime débute au théâtre
- Onésime se marie, Calino aussi
- Onésime et les diamants du rajah
- Calino sourcier
- Onésime et le pas de l'ours
- Onésime et le cœur du tzigane
- Onésime et le beau voyage de noces
- Onésime et la maison hantée
- Onésime et l'œuvre d'art
- Onésime et l'affaire du Tocquard-Palace
- Onésime et Kiki
- Onésime est myope
- Onésime en bonne fortune
- Onésime dresseur d'hommes et de chevaux
- Onésime douanier
- Onésime champion de boxe
- Onésime et la panthère de Calino
- Onésime aime trop sa belle-mère
- Onésime aime les bêtes
- Le Noël d'Onésime
- Le Mal d'Onésime
- Le Collier vivant
- La Disparition d'Onésime
- Prédictions pour 1914
- Léonce cinématographe, de Léonce Perret
- Calino souffleur
- Calino prend le train du plaisir
- Cent francs pour deux sous
- Calino et son nouveau chien
- Calino et les deux candidats
- Calino et le petit restaurant très bien
- Calino et la voyante
- Onésime, tu l'épouseras quand même
- Onésime et son collègue
- Le Placier de demain
- Onésime sur le sentier de la guerre
- Les Papiers du mort
- Une triste aventure d'Onésime
- La Mort du milliardaire
- Onésime et l'héritage de Calino
- Onésime et la symphonie inachevée
- Onésime se bat en duel

### 1914
Films dirigits per Jean Durand, llevat que s'indiqui el contrari:
- Onésime en promenade
- Le Jugement du fauve
- L'Aventure de Monsieur Smith
- La Mariquita, de Henri Fescourt
- Onésime gardien du foyer
- Onésime sourcier
- Le Mariage du frotteur
- Onésime marchand de moutons
- Les Lions dans la nuit
- Le Système du docteur Bitume
- Onésime et son âne
- Onésime et les titres
- Onésime et le voisin gênant
- Onésime et le policier
- Les Somnambules, de Louis Feuillade
- Onésime et le dromadaire
- Onésime et le drame de famille
- Onésime et le clubman
- Le jockey est en retard
- Onésime et l'infirmière
- L'Enfant et le Chien
- L'Enfant et la Bouteille
- Les Doigts qui étranglent
- Onésime, si j'étais roi
- Onésime fait des économies
- La Pipe de Master Pouitte
- Monsieur Pelche fait l'ouverture
- Le Vœu d'Onésime
- Onésime et le Lâche anonyme
- Oscar, Calino et la Panthère
- Onésime et le pélican
- Onésime fait des crèpes

### Període 1915-1919
- 1915: Ceux de la terre, de Jean Durand
- 1915: Les Poilus de la neuvième, de Georges Rémond
- 1916: L'Épave, de Maurice Mariaud
- 1916: La Danseuse voilée, de Maurice Mariaud
- 1917: Ginette, de René Le Somptier
- 1917: L'Âme de Pierre, de Charles Burguet
- 1917: Mater Dolorosa, de Abel Gance
- 1917: La Zone de la mort, de Abel Gance
- 1917: Le Comte de Monte-Cristo, de Henri Pouctal
- 1918: Onésime assassine, de Jean Durand
- 1918: Onésime maître chez lui, de Jean Durand
- 1918: Elle, de Henri Vorins
- 1918: L'Extraordinaire Aventure d'Onésime
- 1918: Serpentin et son modèle, de Jean Durand
- 1918: L'Inutile Précaution, de Ernest Bourbon
- 1918: Numéro 1313, série 9, de Ernest Bourbon
- 1918: Onésime et le billet de mille, de Ernest Bourbon
- 1918: Impéria, de Jean Durand
- 1919: La Sultane de l'amour, de René Le Somptier i Charles Burguet
- 1919: La Fête espagnole, de Germaine Dulac
- 1919: Un ours, de Charles Burguet

### Període 1920-1929
- 1920: Serpentin au harem, de Jean Durand
- 1920: Serpentin cœur de lion, de Jean Durand
- 1920: Serpentin le bonheur est chez toi, de Jean Durand
- 1920: Serpentin manucure, de Jean Durand
- 1920: Serpentin et les contrebandiers, de Jean Durand
- 1920: Serpentin reporter, de Jean Durand
- 1920: Le Chevalier de Gaby, de Charles Burguet
- 1920: Marie la gaieté, de Jean Durand
- 1921: Mathias Sandorf, de Henri Fescourt
- 1921: La Terre du diable, de Luitz-Morat
- 1921: Fièvre, de Louis Delluc
- 1921: Marie chez les loups, de Jean Durand
- 1922: Les Mystères de Paris, de Charles Burguet
- 1922: La Bouquetière des innocents, de Jacques Robert
- 1922: Marie la femme au singe, de Jean Durand
- 1922: Marie chez les fauves, de Jean Durand
- 1922: Le Sang d'Allah, de Luitz-Morat
- 1922: Au-delà de la mort, de Benito Perojo
- 1923: Cousin Pons, de Jacques Robert
- 1923: Petit hôtel à louer, de Pierre Colombier
- 1923: Néné, de Jacques de Baroncelli
- 1923: La Mendiante de Sainte-Sulpice, de Charles Burguet
- 1923: À l'horizon du sud, de Marco de Gastyne
- 1924: Au secours !, de Abel Gance
- 1924: Le Miracle des loups, de Raymond Bernard
- 1924: Âme d'artiste, de Germaine Dulac
- 1925: Veille d'armes, de Jacques de Baroncelli
- 1925: Naples au baiser de feu, de Serge Nadejdine
- 1925: Les Élus de la mer, de Gaston Roudès i Marcel Dumont
- 1926: La Châtelaine du Liban, de Marco de Gastyne
- 1926: Carmen, de Jacques Feyder
- 1926: Face aux loups, de Jean Durand
- 1927: Mon cœur au ralenti, de Marco de Gastyne
- 1927: La Merveilleuse Vie de Jeanne d'Arc, fille de Lorraine, de Marco de Gastyne
- 1927: Le Chauffeur de mademoiselle, de Henri Chomette
- 1927: Sous le ciel d'orient, de Fred LeRoy Granville y H.C. Grantham Hayes
- 1928: Geheimnisse des Orients, de Alexandre Volkoff
- 1928: Die stadt der tausend Freuden, de Carmine Gallone
- 1929: Monte Cristo, de Henri Fescourt
- 1929: Liberté enchantée, de Livio Pananelli
- 1929: Phantome des Glücks, de Reinhold Schunzel
- 1929: Das grüne Monokel, de Rudolf Meinert
- 1929: Das Schiff der verlorene Menschen, de Maurice Tourneur
- 1929: Erzieher meiner tochter, de Geza von Bolvary

### Període 1930-1962
- 1930: Conte cruel, de Gaston Modot
- 1930: Der Erzieher meiner Tochter, de Géza von Bolváry
- 1930: Freiheit in fesseln, de Carl Heinz Wolff
- 1930: L'Âge d'or , de Luis Buñuel
- 1930: Sous les toits de Paris , de René Clair
- 1931: Autour d'une enquête, de Robert Siodmak i Henri Chomette
- 1931: L'Ensorcellement de Séville, de Benito Perojo
- 1931: Die Dreigroschenoper, de Georg Wilhelm Pabst
- 1931: Sous le casque de cuir, de Albert de Courville
- 1932: Fantômas, de Paul Fejos
- 1932: Coup de feu à l'aube, de Serge de Poligny
- 1933: Crainquebille, de Jacques de Baroncelli
- 1933: La Mille et deuxième nuit, de Alexandre Volkoff
- 1932: Pan ! Pan !, de Georges Lacombe
- 1933: Le Billet de mille, de Marc Didier
- 1933: Colomba, de Jacques Séverac
- 1933: Plein aux as, de Jacques Houssin
- 1933: 14 Juillet, de René Clair
- 1933: Quelqu'un a tué, de Jack Forrester
- 1934: L'Auberge du petit dragon, de Jean de Limur
- 1934: Crime d'amour, de Roger Capellani
- 1934: Torture, de Roger Capellani
- 1934: Les Chaînes, de Jury Ronny
- 1935: La bandera, de Julien Duvivier
- 1935: Le Clown Bux, de Jacques Natanson
- 1935: Les Gaietés de la finance, de Jack Forrester
- 1935: Lucrèce Borgia, de Abel Gance
- 1935: Le Mystère Imberger, de Jacques Séverac
- 1935: Taxi de minuit, de Albert Valentin
- 1935: España leal en armas, de Luis Buñuel
- 1936: Le Chemin de Rio, de Robert Siodmak
- 1936: Les Réprouvés, de Jacques Séverac
- 1937: Pépé le Moko, de Julien Duvivier
- 1937: La Grande Illusion, de Jean Renoir
- 1937: La Marseillaise, de Jean Renoir
- 1937: La vie est à nous, de Jean Renoir
- 1937: Salonique, nid d'espions, de Georg Wilhelm Pabst
- 1938: Le Temps des cerises, de Jean-Paul Le Chanois
- 1938: Accord final, de I.R. Bay y Douglas Sirk
- 1938: L'Enfant de troupe, de Georges Pallu i Adelqui Millar
- 1938: Le Joueur d'échecs, de Jean Dréville
- 1938: La Maison du Maltais, de Pierre Chenal
- 1938: Le Récif de corail, de Maurice Gleize
- 1939: El final del dia (La Fin du jour), de Julien Duvivier
- 1939: La Règle du jeu, de Jean Renoir
- 1940: L'Irrésistible Rebelle, de Jean-Paul Le Chanois
- 1941: Dernier Atout, de Jacques Becker
- 1941: Montmartre-sur-Seine, de Georges Lacombe
- 1941: Patrouille blanche, de Christian Chamborant
- 1941: Nous les gosses, de Louis Daquin
- 1942: À vos ordres, Madame, de Jean Boyer
- 1942: Le Brigand gentilhomme, de Émile Couzinet
- 1943: L'Homme de Londres, de Henri Decoin
- 1944: Le Bossu, de Jean Delannoy
- 1944: Les Enfants du paradis, de Marcel Carné
- 1946: Antoine et Antoinette, de Jacques Becker
- 1946: Dernier Refuge, de Marc Maurette
- 1946: Leçon de conduite, de Gilles Grangier
- 1946: Le silence est d'or, de René Clair
- 1947: Le Cavalier de Croix Mort, de Lucien Ganier-Raymond
- 1947: Éternel conflit, de Georges Lampin
- 1947: Tournage de solidarité (documental anónimo)
- 1948: L'Armoire volante, de Carlo Rim
- 1948: L'École buissonnière, de Jean-Paul Le Chanois
- 1948: Le Mystère de la chambre jaune, de Henri Aisner
- 1948: Le Point du jour, de Louis Daquin
- 1948: Kvarterets olycksfagel, de Per G.Holmgren
- 1949: La Beauté du diable, de René Clair
- 1949: La Belle que voilà, de Jean-Paul Le Chanois
- 1949: Le Parfum de la dame en noir, de Louis Daquin
- 1949: Rendez-vous de juillet, de Jacques Becker
- 1951: Casque d'or, de Jacques Becker
- 1951: Monsieur Octave,de Maurice Boutel
- 1951: Victor, de Claude Heymann
- 1952: La Môme vert-de-gris, de Bernard Borderie
- 1952: Ce coquin d'Anatole, de Émile Couzinet
- 1954: French Cancan, de Jean Renoir
- 1954: Papa, maman, la bonne et moi, de Jean-Paul Le Chanois
- 1955: Así es la aurora, de Luis Buñuel
- 1955: Elena et les Hommes, de Jean Renoir
- 1955: Rencontre à Paris, de Georges Lampin
- 1956: Les Truands, de Carlo Rim
- 1957: La Belle et le Tzigane, de Jean Dréville i Marton Keleti
- 1958: Les Amants, de Louis Malle
- 1958: Le Palais idéal, de Ado Kyrou
- 1959: Le Testament du docteur Cordelier, de Jean Renoir
- 1960: Le Château du passé, de Jean de Gastyne
- 1961: Les Menteurs, de Edmond T. Gréville
- 1962: El diable i els Deu Manaments (Le Diable et les Dix Commandements), de Julien Duvivier

## Televisió
- 1955: L'Ombre du cardinal, de René Lucot
- 1957: L'Affaire Fualdès, de Philippe Ducrest
- 1964: L'Amour médecin, de Monique Chapelle
- 1966: La Quatre-vingt dix neuvième Minute, de François Gir